# Inger Miller
Pour les articles homonymes, voir Miller.
Inger Miller (née le 12 juin 1972 à Los Angeles, Californie) est une sprinteuse américaine spécialiste du 100 m et 200 m. Elle est la fille d'un ancien médaillé olympique jamaïcain Lennox Miller.
Lors des championnats du monde de 1999, elle termina deuxième du 100 m derrière sa rivale Marion Jones et profita de la blessure de cette dernière lors de la finale du 200 m pour remporter l'épreuve.
En relais 4 × 100 m, elle remporta l'or aux Jeux olympiques d'été de 1996 ainsi qu'au championnat du monde de 1997 et l'argent en 2003. Aux championnats du monde d'athlétisme de 2001, elle faisait partie, avec Kelli White, Chryste Gaines et Marion Jones, du relais 4 × 100 m victorieux puis disqualifié à la suite du scandale de l'affaire Balco.

## Palmarès

### Jeux olympiques d'été
- Jeux olympiques d'été de 1996 à Atlanta ( États-Unis)
  -  Médaille d'or en relais 4 × 100 m

### Championnats du monde d'athlétisme
- Championnats du monde d'athlétisme de 1997 à Athènes ( Grèce)
  -  Médaille d'or en relais 4 × 100 m
- Championnats du monde d'athlétisme de 1999 à Séville ( Espagne)
  -  Médaille d'argent sur 100 m
  -  Médaille d'or sur 200 m
- Championnats du monde d'athlétisme de 2001 à Edmonton ( Canada)
  - disqualifiée en relais 4 × 100 m
- Championnats du monde d'athlétisme de 2003 à Paris ( France)
  -  Médaille d'argent en relais 4 × 100 m